# Revisions de manteniment d'aeronaus

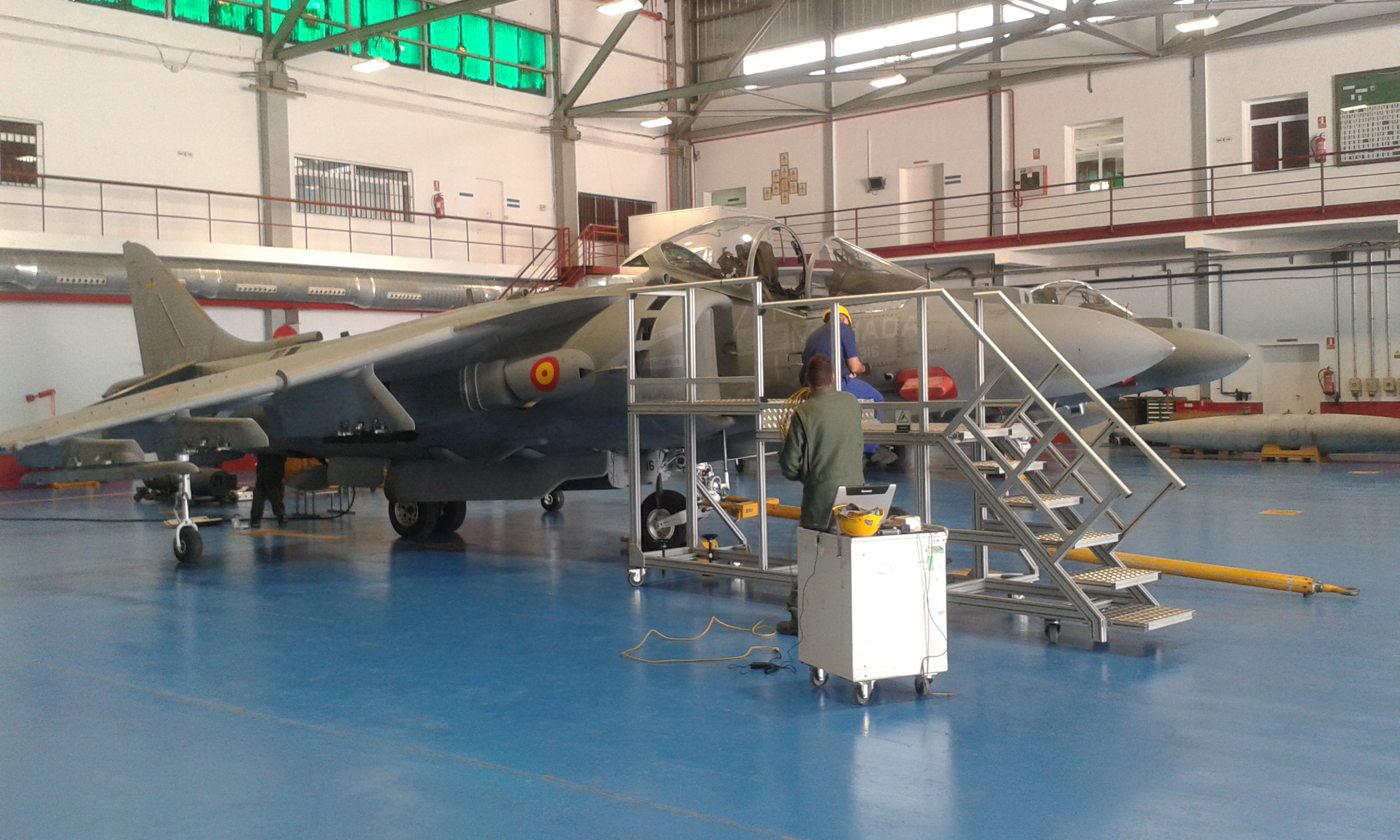
Realització del manteniment d'un Harrier II

Les revisions de manteniment d'aeronaus són les inspeccions periòdiques que han de realitzar-se en totes les aeronaus comercials/civils després d'un temps determinat o després d'un ús concret (les aeronaus militars solen seguir programes de manteniment específics, que poden ser o no similars als de les aeronaus comercials/civils). Les aerolínies i altres operadors comercials d'aeronaus propulsades per turboreactors segueixen un programa d'inspecció contínua aprovat per l'Agència Europea de Seguretat Aèria (AESA) a Europa i per l'Administració Federal d'Aviació (FAA) als Estats Units.
En el cas de l'AESA, el programa d'inspecció és regulat pel reglament (UE) núm. 1321/2014 de la Comissió del 26 de novembre del 2014, relatiu al manteniment de l'aeronavegabilitat de les aeronaus i els productes aeronàutics, components i equips i a les organitzacions i personal que participen en aquestes tasques. Les especificacions que han de seguir aquestes revisions de manteniment estan recollides, específicament, en l'annex I (Part M).
Els intervals estipulats entre inspeccions de manteniment depenen tant del fabricant de l'aeronau com del seu operador. Aquestes revisions, normalment, depenen del nombre total d'hores de vol de l'aeronau i del seu nombre de cicles (enlairaments/aterratges).

## Tipus de manteniment
Els tipus de manteniment d'aeronaus es poden classificar en:
- Manteniment no programat: Es duu a terme en el moment en el qual es detecta una avaria que posa en perill l'aeronavegabilitat de l'aeronau.
- Manteniment programat: Es duu a terme basant-se en el seguiment d'un pla de revisions i recanvis determinat, amb l'objectiu de garantir l'aeronavegabilitat de l'aeronau i restablir-ne el nivell especificat de fiabilitat.

## Tipus de revisions de manteniment
Els intervals estàndard són els següents:

### Revisions en trànsit
Es duen a terme abans de cada vol, incloent-hi les escales que es realitzin. Consisteixen en una ràpida inspecció en la qual es comproven aspectes generals de l'aeronau, com ara l'estat dels pneumàtics, el nivell d'oli, la possible existència d'algun dany estructural, etc.

### Revisions diàries
Consisteixen en una comprovació del nivell d'oli, que ha de ser revisat entre 15 i 30 minuts després que els motors s'apaguin per obtenir-ne una lectura precisa. Això significa que el nivell d'oli no es pot comprovar abans del primer vol del dia.
Tanmateix, si s'hagués de comprovar el nivell d'oli abans del primer enlairament, l'aeronau ha de dur a terme un rodatge de, com a mínim, dos minuts per escalfar l'oli. Tot i que aquest procediment no és habitual, pot resultar necessari en alguns casos.

### Revisions de 48 hores
Aquest tipus de revisions substitueix la revisió diària en el cas relatiu a molts models d'aeronaus. Les revisions de 48 hores són realitzades amb aquesta freqüència, depenent de les especificacions concretes de cada aerolínia. Poden incloure comprovacions més detallades que les revisions diàries i alguns exemples d'inspeccions que són dutes a terme són la comprovació de rodes i frens, la reposició de fluids (oli del motor, líquid hidràulic, etc.) la inspecció i reposició de l'oli de la unitat de potència auxiliar i la inspecció visual del fuselatge, les ales, l'interior i la cabina.

### Revisions d'horari límit
Algunes revisions presenten tasques de manteniment assignades en funció del nombre d'hores que el sistema en qüestió hagi estat operant. Aquesta assignació s'estableix per a les revisions de motors, controls de l'aeronau i altres sistemes que funcionin de manera continuada durant el vol o el rodolament.

### Revisions de cicle límit d'operació
Per a altres sistemes de l'aeronau, es realitzen tasques de manteniment segons el seguiment d'una planificació determinada que depèn del nombre de cicles operatius operats. Per exemple, el tren d'aterratge només s'utilitza en els enlairaments i aterratges, operacions el nombre de les quals varia en funció de la planificació del vol. L'estructura, els components dels motors, els àleps de les turbines i altres components es troben subjectes a esforços cíclics, de manera que requereixen nombroses tasques de manteniment.

### Revisions PS
Algunes grans aerolínies, com ara American Airlines, realitzen revisions cada 2 o 3 dies, cosa que es denomina "Servei Periòdic" (Periodic Service = PS). L'aeronau és inspeccionada de forma visual i el llibre de registres és revisat per si existissin necessitats de manteniment. Les revisions d'aquest tipus se solen realitzar de nit o durant el dia, en períodes d'inactivitat de l'aeronau, i solen comportar un esforç estimat de dues hores-home de mitjana.

### Revisions per classificació de temps
Aquestes revisions s'identifiquen amb les lletres A, B, C i D. Aquesta classificació, explicada més avall, fa que es tingui un programa de manteniment òptim que permet que les revisions siguin realitzades en el moment més apropiat per al sistema o equipament en qüestió. Això fa el programa més adaptable a les necessitats de l'operador. Tanmateix, alguns operadors opten per continuar organitzant el manteniment en blocs, per intervals d'hores o cicles.

#### Revisió A
Es realitzen cada 400-600 hores o cada 200-300 cicles (l'enlairament i l'aterratge són considerats com un sol cicle per a l'aeronau), en funció del temps d'aeronau. Calen entre 50 i 70 hores-home i, normalment, són realitzades als hangars a terra, amb una duració mínima de 10 hores.
La regularitat d'aquestes revisions depèn del tipus d'aeronau, així com dels cicles totals o del nombre d'hores de vol des de la revisió anterior. Aquest esdeveniment pot ser retardat per l'aerolínia si es donen certes condicions predeterminades.

#### Revisió B
Es realitzen, aproximadament, cada 6-8 mesos. Calen entre 160 i 180 hores-home, depenent del tipus d'aeronau, presenten una durada d'entre 1 i 3 dies i es realitzen als hangars dels aeroports.

#### Revisió C
Es realitzen cada 20-24 mesos, quan l'aeronau compleix un nombre determinat d'hores de vol, tot i que la regularitat d'aquest tipus de revisions també pot ser fixada pel fabricant. Són molt més profundes que les revisions B, car requereixen la revisió d'un nombre de peces molt més gran.
Aquestes revisions deixen l'aeronau fora de servei, car no pot abandonar el lloc de manteniment fins que la verificació hagi estat completada. Aquest control requereix, també, un major espai que les revisions A i B, de manera que es duu a terme en un hangar d'una base de manteniment. El temps necessari per completar les revisions C és d'1-2 setmanes, amb un esforç estimat de 6.000 hores-home.

#### Revisió D
Són les revisions més completes i exigents per a l'aeronau. Es tracta d'un tipus de reconeixement efectuat, aproximadament, cada 6 anys, i consisteix en una revisió en la qual es tracta, pràcticament, la totalitat de l'aeronau per a la seva inspecció i reparació. En aquest cas, fins i tot la pintura ha de ser retirada del tot de cara a una inspecció més profunda que la realitzada en el fuselatge en els casos anteriors.
Aquest tipus de revisions sol comportar, generalment, un esforç aproximat de 50.000 hores/home, i són dutes a terme en uns dos mesos, segons l'aeronau i del nombre de tècnics encarregats de dur a terme aquesta labor.
Les revisions D també requereixen un major espai que les anteriors i, per tant, han de ser dutes a terme en una base de manteniment adequada. Els requeriments i l'esforç immens exigits per una revisió d'aquest tipus suposen que aquest reconeixement sigui el més car amb diferència, amb un cost total aproximat d'un milió de dòlars per a una única revisió.
A causa de l'elevat cost d'aquest tipus de revisions, la majoria d'aerolínies (especialment aquelles que tenen una flota gran) es veuen obligades a planificar les revisions D amb anys d'antelació. Habitualment, les aeronaus més antigues es van eliminant de les flotes a causa de l'elevat cost que suposa una revisió de tipus D en comparació amb el cost de l'adquisició d'una nova aeronau. De mitjana, una aeronau comercial passa tres revisions D abans de ser retirada per l'aerolínia.
A causa de la gran quantitat de temps que tarda una aeronau a passar una revisió de tipus D, se sol aprofitar per realitzar diferents tipus de millores en cabina, com ara la renovació dels seients, la millora dels sistemes d'entreteniment, etc.

## Tasques de manteniment
El manteniment de l'aeronavegabilitat d'una aeronau, així com del bon funcionament de l'equipament operacional i de l'equipament d'emergència, s'ha d'assegurar mitjançant:
1. La realització d'inspeccions prèvies al vol.
2. La rectificació, segons les dades especificades a l'article M.A.304 o M.A.401 de l'Annex I (Part M) de l'AESA, de qualsevol defecte o dany que afecti una operació segura, tenint compte, per a tota aeronau de gran mida o utilitzada en el transport aeri comercial, la llista d'equipament mínim i la llista de desviació de la configuració, segons escaigui en funció del tipus d'aeronau.
3. La realització de totes les tasques de manteniment segons el programa de manteniment d'aeronaus especificat a l'article M.A.302
4. L'anàlisi de l'efectivitat del programa de manteniment aprovat conforme a l'article M.A.302, per a totes les aeronaus de gran mida o utilitzades en el transport aeri comercial.
5. El compliment de qualsevol dels següents instruments que sigui aplicable:
  1. Directiva d'aeronavegabilitat.
  2. Directiva operativa amb repercussions per al manteniment de l'aeronavegabilitat.
  3. Requisits de manteniment de l'aeronavegabilitat, establerts per l'Agència Europea de Seguretat Aèria.
  4. Mesures exigides per l'autoritat competent en reacció immediata a un problema de seguretat.
6. La realització de modificacions i reparacions.
7. L'establiment d'una política d'incorporació per a tota aeronau de gran mida o utilitzada en el transport aeri comercial, en el cas de modificacions o inspeccions no obligatòries.
8. Vols de verificació de manteniment en cas de necessitat.